# Psathyrocaris
Psathyrocaris is een geslacht van kreeftachtigen uit de klasse van de Malacostraca (hogere kreeftachtigen).

## Soorten
- Psathyrocaris fragilis Wood-Mason in Wood-Mason & Alcock, 1893
- Psathyrocaris hawaiiensis Rathbun, 1906
- Psathyrocaris infirma Alcock & Anderson, 1894
- Psathyrocaris platyophthalmus Alcock & Anderson, 1894
- Psathyrocaris plumosa Alcock & Anderson, 1894